# Phyle (Demos)
Phyle war in der Antike ein attischer Demos, d. h. eine regionale Untereinheit der Polis Athen.
Der Demos gehörte zur kleisthenische Phyle Oineis. Er lag nördlich von Athen im östlichen Bereich des Parnes-Gebirges an der Straße, die nach Tanagra und Theben in Boiotien führte. Dieser wichtige Übergang wurde von einer Festung geschützt, die nach dem Demos benannt wird (siehe Phyle (Festung)).